# Dan Maff
Dan Lopez é um lutador americano de wrestling profissional, mais conhecido pelo seu nome no ringue, Dan "Danny" Maff. Aposentou-se em março de 2005 após um incidente ainda não revelado envolvendo seu treinador, Homicide, e permaneceu inativo até retornar em junho de 2008.

## No wrestling
- Movimentos de finalização
  - Inverted Death Valley driver

- Movimentos secundários
  - Bicycle kick
  - Cannonball senton
  - Diving headbutt
  - Elbow smash
  - European uppercut
  - Giant swing
  - Múltiplas variações de suplex
    - Delayed vertical
    - Half nelson
    - Northern lights

  - Rolling fireman's carry slam
  - Three–quarter headlock

## Campeonatos e prêmios

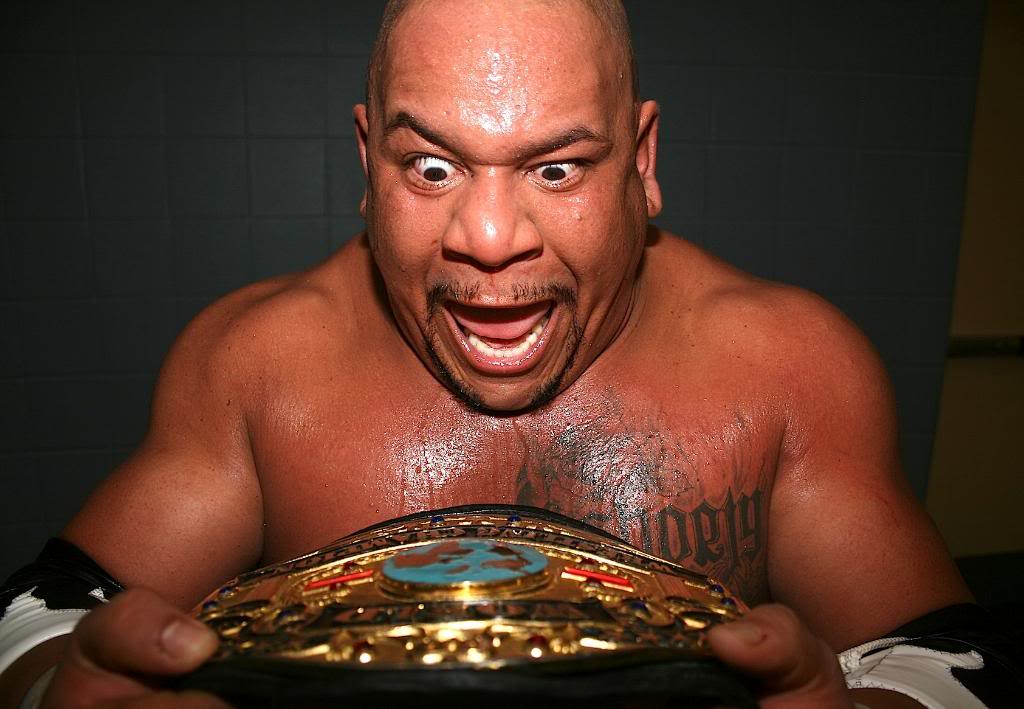
Maff depois de derrotar Low Ki pelo JAPW Heavyweight Championship em 2012.

- American Championship Entertainment (ACE)
  - ACE Heavyweight Championship (2 vezes)

- Defiant Wrestling Alliance
  - DWA Heavyweight Championship (1 vez)

- Impact Championship Wrestling
  - ICW Tag Team Championship  (1 vez) – com Monsta Mack
  - ICW Heavyweight Championship (1 vez, atual)[1]

- Jersey All Pro Wrestling
  - JAPW Heavyweight Championship (4 vezes, atual)[2]
  - JAPW Tag Team Championship (6 vezes) – com Monsta Mack

- Jersey Championship Wrestling
  - JCW Tag Team Championship (2 vezes) – com Low Ki (1) e Monsta Mack (1)

- New Blood Wrestling
  - NBW Heavyweight Championship (1 vez)

- Pro Wrestling Alliance
  - PWA Tag Team Championship (1 vez) – com Eddie Thomas

- Pro Wrestling Illustrated
  - PWI classificou-o em #260 dos 500 melhores lutadores individuais na PWI 500 em 2003 in 2003

- Ring of Honor
  - ROH Tag Team Championship (2 vezes) – com B.J. Whitmer[3]

- South Jersey Championship Wrestling
  - SJCW Tag Team Championship (1 vez) – com Dizzie

- USA Pro Wrestling
  - USA Pro Tag Team Championship (2 vezes) – com Monsta Mack

- World Xtreme Wrestling
  - WXW Tag Team Championship (2 vezes) – com Monsta Mack